# Col de Jétas
Le col de Jétas est un col de montagne pédestre des Pyrénées à 2 430 mètres d'altitude dans le département français des Hautes-Pyrénées, en Occitanie.
Il relie la vallon de Montarrouyes et la vallée d'Aulon en vallée d'Aure dans la réserve d'Aulon.

## Géographie
Le col de Jétas est situé entre le Pichaley (2 626 m) au nord et le Montarrouyet (2 473 m) au sud. Il surplombe à l’ouest les trois lacs de Bastan (supérieur, du milieu et inférieur) et le lac de Portarras (2 187 m) à l’est.

## Protection environnementale
La partie est du col fait partie d'une zone naturelle protégée, classée ZNIEFF de type 1 : vallée d'Aulon et soulane de Vielle-Aure.

## Voies d'accès
Le versant ouest est accessible par une variante du sentier de grande randonnée GR 10, GR10C. Depuis le col de Portet en passant par le refuge du Bastan
Par le versant est depuis le village d'Aulon par les granges de Lurgues, par le sentier en longeant le ruisseau du Lavedan.